# Copa del Rey de fútbol 2002-03
La Copa del Rey de Fútbol 2002/03 es la edición número 99 de dicha competición española. Se disputó con la participación de 81 equipos de las divisiones Primera, Segunda, Segunda B y Tercera, a excepción de los equipos filiales que jugaran en dichas categorías.
La final se disputó en el Estadio Martínez Valero el 28 de junio de 2003, y coronó al RCD Mallorca como campeón por primera vez en su historia, tras vencer en la final (0-3) al Recreativo de Huelva.
Era la segunda vez que un equipo que acababa la liga en la zona descenso llegaba a la final desde que el Atlético de Madrid lo hiciera en la final de la Copa del Rey tres años antes.

## Equipos clasificados
Se clasificaron para esta edición de la Copa del Rey los 20 equipos de Primera y los 22 de Segunda División. A ellos se sumaron los 4 equipos que perdieron la categoría de Segunda, más los 18 mejores clubs de Segunda División B, según su puntuación de la temporada 2001/02, que no lograron el ascenso. Aunque se encontraba entre los clubes con mejores registros de su división, el CE L'Hospitalet no pudo participar por estar cumpliendo una sanción que acarreaba tras su eliminatoria contra el Deportivo de La Coruña en los octavos de la Copa del Rey del año anterior.
Por último se clasificaron los 17 campeones de grupo de la Tercera División de la temporada anterior. El Alondras C. F. pese a ser subcampeón de grupo participa por ser el mejor no filial clasificado. En total fueron 81 equipos los que compitieron por el torneo.
| 1.ª División (20 equipos) | 2.ª División (22 equipos) | 2.ª División B (22 equipos) | 3.ª División (17 equipos) |
| --- | --- | --- | --- |
| Valencia C. F. R. C. Deportivo de La Coruña Real Madrid C. F. F. C. Barcelona R. C. Celta Real Betis Deportivo Alavés Sevilla F. C. Athletic Club Málaga C. F. Rayo Vallecano R. Valladolid C. F. Real Sociedad R. C. D. Espanyol Villarreal C. F. R. C. D. Mallorca C. A. Osasuna U. D. Las Palmas C. D. Tenerife R. Zaragoza | C. Atlético de Madrid Real Racing Club R. C. Recreativo de Huelva Xerez C. D. Elche C. F. R. Sporting R. Oviedo S. D. Eibar Racing C. de Ferrol Albacete Balompié U. D. Salamanca C. D. Badajoz Córdoba C. F. C. D. Leganés Real Murcia C. F. Burgos C. F. C. D. Numancia C. Polideportivo Ejido Levante U. D. Gimnàstic de Tarragona C. F. Extremadura Real Jaén C. F. | - Grupo I Barakaldo C. F. Cultural Leonesa S. D. Compostela Pontevedra C. F. Marino de Luanco Amurrio Club - Grupo II Terrasa F. C. Real Unión Club U. D. A. Gramenet C. E. Mataró U. E. Lleida - Grupo III Hércules C. F. Getafe C. F. Alicante C. F. Novelda C. F. U. D. Lanzarote - Grupo IV Motril C. F. A. D. Ceuta U. D. Almería Mérida U. D. C. F. Ciudad de Murcia Jerez C. F. | - Grupo I Alondras C. F. - Grupo II U. P. Langreo - Grupo III S. D. Noja - Grupo IV S. D. Lemona - Grupo V Palamós C. F. - Grupo VI C. D. Burriana - Grupo VII U. D. San Sebastián de los Reyes - Grupo VIII Real Ávila C. F. - Grupo IX C. D. Linares - Grupo X Villanueva C. F. - Grupo XI C. D. Atlético Baleares - Grupo XII C. D. Corralejo - Grupo XIII Orihuela C. F. - Grupo XIV C. P. Cacereño - Grupo XV C. M. Peralta - Grupo XVI U. D. Fraga - Grupo XVII Tomelloso C. F. |

## Ronda previa
En esta ronda preliminar participaron únicamente los equipos de Segunda B y Tercera división clasificados (26 y 8 equipos respectivamente), quedando exentos por sorteo: El Motril CF (Perteneciente a Segunda B) y los descendidos del año anterior a Segunda División B: Burgos CF, Nàstic de Tarragona, CF Extremadura y Real Jaén CF. La eliminatoria estuvo compuesta por 17 encuentros y se jugó a doble partido los días 27/28 de agosto (ida) y 4 de septiembre de 2002 (vuelta).
| 27 de agosto de 2002 | 4 de septiembre de 2002 |

| Ida | Local ida   | Resultado global | Local vuelta | Vuelta    |
| --- | ----------- | ---------------- | ------------ | --------- |
| 0-0 | UP Langreo  | 3-2              | Jerez CF     | 3-2       |
| 0-1 | Alondras CF | 0-4              | CD Corralejo | 3-0       |
| 0-0 | CD Linares  | 0-0              | Mérida UD    | 0-0 (2-4) |

| 28 de agosto de 2002 | 4 de septiembre de 2002 |

| Ida | Local ida                     | Resultado global | Local vuelta        | Vuelta |
| --- | ----------------------------- | ---------------- | ------------------- | ------ |
| 3-0 | Hércules CF                   | 3-1              | UE Lleida           | 1-0    |
| 1-4 | Tomelloso CF                  | 1-6              | Amurrio Club        | 2-0    |
| 2-1 | Cultural Leonesa              | 3-2              | Real Ávila CF       | 1-1    |
| 2-0 | CP Cacereño                   | 4-0              | AD Ceuta            | 0-2    |
| 1-0 | UDA Gramenet                  | 2-1              | CE Mataró           | 1-1    |
| 0-2 | Atlético Baleares             | 0-5              | Novelda CF          | 3-0    |
| 0-4 | UD Fraga                      | 0-7              | Real Unión          | 3-0    |
| 2-1 | UD Lanzarote                  | 4-4              | Pontevedra CF       | 3-2    |
| 1-1 | UD San Sebastián de los Reyes | 2-1              | Marino de Luanco    | 0-1    |
| 0-0 | Villanueva CF                 | 0-3              | CF Ciudad de Murcia | 3-0    |
| 0-1 | CD Burriana                   | 0-5              | Alicante CF         | 4-0    |
| 0-1 | SD Lemona                     | 3-1              | SD Noja             | 0-3    |
| 0-0 | Orihuela CF                   | 1-2              | Palamós CF          | 2-1    |
| 1-1 | Barakaldo CF                  | 2-1              | CM Peralta          | 0-1    |

Clubes exentos: Motril CF, Burgos CF, Nàstic de Tarragona, CF Extremadura y Real Jaén CF.

 Entre paréntesis resultado en la tanda de penaltis.

## Treintaidosavos de final
En esta primera ronda participaron todos los clubes de Primera y Segunda división (42 equipos), más los clubes de Segunda B y Tercera (19 y 3 equipos respectivamente) clasificados de la ronda preliminar. La eliminatoria compuesta por 32 encuentros se decidió a partido único, jugado en el campo del equipo más débil (según categoría) y disputado los días 10, 11 y 18. Los equipos de Primera al ser cabezas de serie no podían enfrentarse entre sí.
La eliminatoria Salamanca-Racing de Ferrol se adelantó a petición del equipo local al domingo 8 de septiembre, para hacer coincidir el partido con las fiestas patronales de la ciudad, con la conformidad del Racing de Ferrol. La RFEF autorizó el cambio ya que no había jornada de Segunda ese fin de semana y el partido no iba a ser televisado. De igual forma, la eliminatoria jugada entre el Villanueva CF y el Recreativo de Huelva se pospuso hasta el 9 de octubre de 2002, retraso debido al tiempo que tardó el comité de la Federación Española de Fútbol en hacer oficial la eliminación del CF Ciudad de Murcia.
| 8 de septiembre de 2002: |

| Local        | Resultado | Visitante        |
| ------------ | --------- | ---------------- |
| UD Salamanca | 0-4       | Racing de Ferrol |

| 10 de septiembre de 2002: |

| Local         | Resultado | Visitante    |
| ------------- | --------- | ------------ |
| SD Lemona     | 0-3       | CA Osasuna   |
| Hércules FC   | 2-1       | Villareal CF |
| SD Compostela | 0-1       | Real Oviedo  |

| 11 de septiembre de 2002: |

| Local                         | Resultado | Visitante              |
| ----------------------------- | --------- | ---------------------- |
| Terrasa FC                    | 2-0       | UD Levante             |
| UDA Gramenet                  | 0-1       | RCD Mallorca           |
| Novelda CF                    | 3-2       | FC Barcelona           |
| Palamós CF                    | 6-1       | Elche CF               |
| Barakaldo CF                  | 1-3       | Deportivo Alavés       |
| Amurrio Club                  | 1-2       | Athletic Club          |
| CP Cacereño                   | 0-2       | Xerez CD               |
| Real Unión                    | 3-2       | Racing de Santander    |
| Getafe CF                     | 2-1       | UD Las Palmas          |
| UD Lanzarote                  | 1-2       | Atlético de Madrid     |
| Real Zaragoza                 | 3-1       | Real Sociedad          |
| CD Numancia                   | 2-0       | CD Tenerife            |
| Sporting de Gijón             | 1-2       | Real Valladolid CF     |
| Cultural Leonesa              | 2-1       | Rayo Vallecano         |
| Motril CF                     | 1-1 (3-4) | CD Badajoz             |
| Burgos CF                     | 0-1       | Celta de Vigo          |
| Alicante CF                   | 1-0       | RCD Espanyol           |
| Real Jaén CF                  | 0-3       | Sevilla FC             |
| Nàstic de Tarragona           | 0-0 (4-5) | Valencia CF            |
| CF Extremadura                | 0-0 (1-4) | Málaga CF              |
| UD San Sebastián de los Reyes | 1-8       | Real Madrid CF         |
| CD Linares                    | 1-0       | CD Leganés             |
| Jerez CF                      | 0-3       | Real Betis             |
| UD Almería                    | 3-2       | Córdoba CF             |
| Albacete Balompié             | 1-2       | SD Eibar               |
| CD Corralejo                  | 1-2       | Deportivo de la Coruña |

| 18 de septiembre de 2002: |

| Local          | Resultado | Visitante  |
| -------------- | --------- | ---------- |
| Real Murcia CF | 1-0       | Poli Ejido |

| 9 de octubre de 2002: |

| Local         | Resultado | Visitante            |
| ------------- | --------- | -------------------- |
| Villanueva CF | 1-2       | Recreativo de Huelva |

 Entre paréntesis resultado en la tanda de penaltis.

## Dieciseisavos de final
Esta ronda se jugó los días 5, 6 y 7 de noviembre del 2002. En ella a los 32 equipos que superaron la fase anterior se enfrentaron entre sí. El sorteo se hizo de tal forma que los equipos de Segunda División, Segunda B y Tercera se enfrentaron a los equipos de Primera. Al igual que en la ronda anterior, la eliminatoria se disputó a partido único en campo del rival de menor categoría.
| 5 de noviembre de 2002: |

| Local            | Resultado | Visitante              |
| ---------------- | --------- | ---------------------- |
| Novelda CF       | 0-3       | Terrassa FC            |
| Hércules CF      | 0-0 (3-4) | RCD Mallorca           |
| Racing de Ferrol | 3-4       | Deportivo de La Coruña |

| 6 de noviembre de 2002: |

| Local            | Resultado | Visitante            |
| ---------------- | --------- | -------------------- |
| Real Unión       | 2-1       | Athletic Club        |
| SD Eibar         | 0-0 (6-7) | CA Osasuna           |
| Palamós CF       | 3-6       | Real Betis           |
| Real Oviedo      | 0-4       | Real Madrid CF       |
| Getafe CF        | 1-2       | Real Valladolid CF   |
| Cultural Leonesa | 0-2       | Atlético de Madrid   |
| Real Murcia CF   | 1-0       | CD Badajoz           |
| Xerez CD         | 2-0       | Málaga CF            |
| Real Zaragoza    | 1-2       | Deportivo Alavés     |
| CD Linares       | 1-2       | Sevilla FC           |
| UD Almería       | 0-1       | Recreativo de Huelva |
| Alicante CF      | 3-3 (5-4) | Valencia CF          |

| 7 de noviembre de 2002: |

| Local       | Resultado | Visitante     |
| ----------- | --------- | ------------- |
| CD Numancia | 1-0       | Celta de Vigo |

 Entre paréntesis resultado en la tanda de penaltis.

## Fase final (cuadro)
La fase final consistió en 3 rondas eliminatorias a doble partido con sorteo puro entre los supervivientes de la ronda anterior. Los dos últimos contendientes jugaron la final en el Estadio Martínez Valero (Elche) el 28 de junio de 2003.
|  | Octavos de final                                               | Octavos de final                                               | Octavos de final                                               | Octavos de final                                               |   |                          | Cuartos de final                                                  | Cuartos de final                                                  | Cuartos de final                                                  | Cuartos de final                                                  |  |                      | Semifinales                                                | Semifinales                                                | Semifinales                                                | Semifinales                                                |  |                      | Final                                                     | Final                                                     |  |
|  | 7 y 8 de enero de 2003 (ida) 14 y 15 de enero de 2003 (vuelta) | 7 y 8 de enero de 2003 (ida) 14 y 15 de enero de 2003 (vuelta) | 7 y 8 de enero de 2003 (ida) 14 y 15 de enero de 2003 (vuelta) | 7 y 8 de enero de 2003 (ida) 14 y 15 de enero de 2003 (vuelta) |   |                          | 22 y 23 de enero de 2003 (ida) 28 al 30 de enero de 2003 (vuelta) | 22 y 23 de enero de 2003 (ida) 28 al 30 de enero de 2003 (vuelta) | 22 y 23 de enero de 2003 (ida) 28 al 30 de enero de 2003 (vuelta) | 22 y 23 de enero de 2003 (ida) 28 al 30 de enero de 2003 (vuelta) |  |                      | 5 y 6 de febrero de 2003 (ida) 5 de marzo de 2003 (vuelta) | 5 y 6 de febrero de 2003 (ida) 5 de marzo de 2003 (vuelta) | 5 y 6 de febrero de 2003 (ida) 5 de marzo de 2003 (vuelta) | 5 y 6 de febrero de 2003 (ida) 5 de marzo de 2003 (vuelta) |  |                      | 28 de junio de 2003 Estadio Manuel Martínez Valero, Elche | 28 de junio de 2003 Estadio Manuel Martínez Valero, Elche |  |
|  |                                                                |                                                                |                                                                |                                                                |   |                          |                                                                   |                                                                   |                                                                   |                                                                   |  |                      |                                                            |                                                            |                                                            |                                                            |  |                      |                                                           |                                                           |  |
|  |                                                                |                                                                |                                                                |                                                                |   |                          |                                                                   |                                                                   |                                                                   |                                                                   |  |                      |                                                            |                                                            |                                                            |                                                            |  |                      |                                                           |                                                           |  |
|  | Real Betis                                                     | 0                                                              | 0                                                              | 0                                                              |   |                          |                                                                   |                                                                   |                                                                   |                                                                   |  |                      |                                                            |                                                            |                                                            |                                                            |  |                      |                                                           |                                                           |  |
|  | Real Betis                                                     | 0                                                              | 0                                                              | 0                                                              |   |                          |                                                                   |                                                                   |                                                                   |                                                                   |  |                      |                                                            |                                                            |                                                            |                                                            |  |                      |                                                           |                                                           |  |
|  | Recreativo de Huelva                                           | 0                                                              | 1                                                              | 1                                                              |   |                          |                                                                   |                                                                   |                                                                   |                                                                   |  |                      |                                                            |                                                            |                                                            |                                                            |  |                      |                                                           |                                                           |  |
|  | Recreativo de Huelva                                           | 0                                                              | 1                                                              | 1                                                              |   | Recreativo de Huelva     | 1                                                                 | 0                                                                 | 1                                                                 |                                                                   |  |                      |                                                            |                                                            |                                                            |                                                            |  |                      |                                                           |                                                           |  |
|  |                                                                |                                                                |                                                                |                                                                |   | Recreativo de Huelva     | 1                                                                 | 0                                                                 | 1                                                                 |                                                                   |  |                      |                                                            |                                                            |                                                            |                                                            |  |                      |                                                           |                                                           |  |
|  |                                                                |                                                                | Atlético de Madrid                                             | 0                                                              | 0 | 0                        |                                                                   |                                                                   |                                                                   |                                                                   |  |                      |                                                            |                                                            |                                                            |                                                            |  |                      |                                                           |                                                           |  |
|  | Xerez                                                          | 0                                                              | Atlético de Madrid                                             | 0                                                              | 0 | 0                        | 0                                                                 | 0                                                                 |                                                                   |                                                                   |  |                      |                                                            |                                                            |                                                            |                                                            |  |                      |                                                           |                                                           |  |
|  | Xerez                                                          | 0                                                              |                                                                |                                                                |   |                          |                                                                   |                                                                   |                                                                   |                                                                   |  |                      |                                                            |                                                            |                                                            |                                                            |  |                      |                                                           |                                                           |  |
|  | Atlético de Madrid                                             | 1                                                              | 3                                                              | 4                                                              |   |                          |                                                                   |                                                                   |                                                                   |                                                                   |  |                      |                                                            |                                                            |                                                            |                                                            |  |                      |                                                           |                                                           |  |
|  | Atlético de Madrid                                             | 1                                                              | 3                                                              | 4                                                              |   |                          |                                                                   |                                                                   |                                                                   |                                                                   |  | Recreativo de Huelva | 2                                                          | 2                                                          | 4                                                          |                                                            |  |                      |                                                           |                                                           |  |
|  |                                                                |                                                                |                                                                |                                                                |   |                          |                                                                   |                                                                   |                                                                   |                                                                   |  | Recreativo de Huelva | 2                                                          | 2                                                          | 4                                                          |                                                            |  |                      |                                                           |                                                           |  |
|  |                                                                |                                                                | Osasuna                                                        | 0                                                              | 2 | 2                        |                                                                   |                                                                   |                                                                   |                                                                   |  |                      |                                                            |                                                            |                                                            |                                                            |  |                      |                                                           |                                                           |  |
|  | Numancia                                                       | 1                                                              | Osasuna                                                        | 0                                                              | 2 | 2                        | 1                                                                 | 2                                                                 |                                                                   |                                                                   |  |                      |                                                            |                                                            |                                                            |                                                            |  |                      |                                                           |                                                           |  |
|  | Numancia                                                       | 1                                                              |                                                                |                                                                |   |                          |                                                                   |                                                                   |                                                                   |                                                                   |  |                      |                                                            |                                                            |                                                            |                                                            |  |                      |                                                           |                                                           |  |
|  | Sevilla                                                        | 3                                                              | 2                                                              | 5                                                              |   |                          |                                                                   |                                                                   |                                                                   |                                                                   |  |                      |                                                            |                                                            |                                                            |                                                            |  |                      |                                                           |                                                           |  |
|  | Sevilla                                                        | 3                                                              | 2                                                              | 5                                                              |   | Sevilla                  | 1                                                                 | 2                                                                 | 3                                                                 |                                                                   |  |                      |                                                            |                                                            |                                                            |                                                            |  |                      |                                                           |                                                           |  |
|  |                                                                |                                                                |                                                                |                                                                |   | Sevilla                  | 1                                                                 | 2                                                                 | 3                                                                 |                                                                   |  |                      |                                                            |                                                            |                                                            |                                                            |  |                      |                                                           |                                                           |  |
|  |                                                                |                                                                | Osasuna                                                        | 1                                                              | 3 | 4                        |                                                                   |                                                                   |                                                                   |                                                                   |  |                      |                                                            |                                                            |                                                            |                                                            |  |                      |                                                           |                                                           |  |
|  | Real Unión                                                     | 0                                                              | Osasuna                                                        | 1                                                              | 3 | 4                        | 1                                                                 | 1                                                                 |                                                                   |                                                                   |  |                      |                                                            |                                                            |                                                            |                                                            |  |                      |                                                           |                                                           |  |
|  | Real Unión                                                     | 0                                                              |                                                                |                                                                |   |                          |                                                                   |                                                                   |                                                                   |                                                                   |  |                      |                                                            |                                                            |                                                            |                                                            |  |                      |                                                           |                                                           |  |
|  | Osasuna                                                        | 4                                                              | 1                                                              | 5                                                              |   |                          |                                                                   |                                                                   |                                                                   |                                                                   |  |                      |                                                            |                                                            |                                                            |                                                            |  |                      |                                                           |                                                           |  |
|  | Osasuna                                                        | 4                                                              | 1                                                              | 5                                                              |   |                          |                                                                   |                                                                   |                                                                   |                                                                   |  |                      |                                                            |                                                            |                                                            |                                                            |  | Recreativo de Huelva | 0                                                         |                                                           |  |
|  |                                                                |                                                                |                                                                |                                                                |   |                          |                                                                   |                                                                   |                                                                   |                                                                   |  |                      |                                                            |                                                            |                                                            |                                                            |  | Recreativo de Huelva | 0                                                         |                                                           |  |
|  |                                                                |                                                                | Mallorca                                                       | 3                                                              |   |                          |                                                                   |                                                                   |                                                                   |                                                                   |  |                      |                                                            |                                                            |                                                            |                                                            |  |                      |                                                           |                                                           |  |
|  | Alicante                                                       | 1                                                              | Mallorca                                                       | 3                                                              | 1 | 2                        |                                                                   |                                                                   |                                                                   |                                                                   |  |                      |                                                            |                                                            |                                                            |                                                            |  |                      |                                                           |                                                           |  |
|  | Alicante                                                       | 1                                                              |                                                                |                                                                |   |                          |                                                                   |                                                                   |                                                                   |                                                                   |  |                      |                                                            |                                                            |                                                            |                                                            |  |                      |                                                           |                                                           |  |
|  | Deportivo La Coruña                                            | 1                                                              | 4                                                              | 5                                                              |   |                          |                                                                   |                                                                   |                                                                   |                                                                   |  |                      |                                                            |                                                            |                                                            |                                                            |  |                      |                                                           |                                                           |  |
|  | Deportivo La Coruña                                            | 1                                                              | 4                                                              | 5                                                              |   | Deportivo La Coruña (v.) | 1                                                                 | 3                                                                 | 4                                                                 |                                                                   |  |                      |                                                            |                                                            |                                                            |                                                            |  |                      |                                                           |                                                           |  |
|  |                                                                |                                                                |                                                                |                                                                |   | Deportivo La Coruña (v.) | 1                                                                 | 3                                                                 | 4                                                                 |                                                                   |  |                      |                                                            |                                                            |                                                            |                                                            |  |                      |                                                           |                                                           |  |
|  |                                                                |                                                                | Real Murcia                                                    | 0                                                              | 4 | 4                        |                                                                   |                                                                   |                                                                   |                                                                   |  |                      |                                                            |                                                            |                                                            |                                                            |  |                      |                                                           |                                                           |  |
|  | Real Murcia                                                    | 0                                                              | Real Murcia                                                    | 0                                                              | 4 | 4                        | 2                                                                 | 2                                                                 |                                                                   |                                                                   |  |                      |                                                            |                                                            |                                                            |                                                            |  |                      |                                                           |                                                           |  |
|  | Real Murcia                                                    | 0                                                              |                                                                |                                                                |   |                          |                                                                   |                                                                   |                                                                   |                                                                   |  |                      |                                                            |                                                            |                                                            |                                                            |  |                      |                                                           |                                                           |  |
|  | Alavés                                                         | 0                                                              | 1                                                              | 1                                                              |   |                          |                                                                   |                                                                   |                                                                   |                                                                   |  |                      |                                                            |                                                            |                                                            |                                                            |  |                      |                                                           |                                                           |  |
|  | Alavés                                                         | 0                                                              | 1                                                              | 1                                                              |   |                          |                                                                   |                                                                   |                                                                   |                                                                   |  | Deportivo La Coruña  | 2                                                          | 1                                                          | 3                                                          |                                                            |  |                      |                                                           |                                                           |  |
|  |                                                                |                                                                |                                                                |                                                                |   |                          |                                                                   |                                                                   |                                                                   |                                                                   |  | Deportivo La Coruña  | 2                                                          | 1                                                          | 3                                                          |                                                            |  |                      |                                                           |                                                           |  |
|  |                                                                |                                                                | Mallorca                                                       | 3                                                              | 1 | 4                        |                                                                   |                                                                   |                                                                   |                                                                   |  |                      |                                                            |                                                            |                                                            |                                                            |  |                      |                                                           |                                                           |  |
|  | Terrassa                                                       | 3                                                              | Mallorca                                                       | 3                                                              | 1 | 4                        | 2                                                                 | 5                                                                 |                                                                   |                                                                   |  |                      |                                                            |                                                            |                                                            |                                                            |  |                      |                                                           |                                                           |  |
|  | Terrassa                                                       | 3                                                              |                                                                |                                                                |   |                          |                                                                   |                                                                   |                                                                   |                                                                   |  |                      |                                                            |                                                            |                                                            |                                                            |  |                      |                                                           |                                                           |  |
|  | Real Madrid                                                    | 3                                                              | 4                                                              | 7                                                              |   |                          |                                                                   |                                                                   |                                                                   |                                                                   |  |                      |                                                            |                                                            |                                                            |                                                            |  |                      |                                                           |                                                           |  |
|  | Real Madrid                                                    | 3                                                              | 4                                                              | 7                                                              |   | Real Madrid              | 1                                                                 | 0                                                                 | 1                                                                 |                                                                   |  |                      |                                                            |                                                            |                                                            |                                                            |  |                      |                                                           |                                                           |  |
|  |                                                                |                                                                |                                                                |                                                                |   | Real Madrid              | 1                                                                 | 0                                                                 | 1                                                                 |                                                                   |  |                      |                                                            |                                                            |                                                            |                                                            |  |                      |                                                           |                                                           |  |
|  |                                                                |                                                                | Mallorca                                                       | 1                                                              | 4 | 5                        |                                                                   |                                                                   |                                                                   |                                                                   |  |                      |                                                            |                                                            |                                                            |                                                            |  |                      |                                                           |                                                           |  |
|  | Mallorca                                                       | 2                                                              | Mallorca                                                       | 1                                                              | 4 | 5                        | 4                                                                 | 6                                                                 |                                                                   |                                                                   |  |                      |                                                            |                                                            |                                                            |                                                            |  |                      |                                                           |                                                           |  |
|  | Mallorca                                                       | 2                                                              |                                                                |                                                                |   |                          |                                                                   |                                                                   |                                                                   |                                                                   |  |                      |                                                            |                                                            |                                                            |                                                            |  |                      |                                                           |                                                           |  |
|  | Real Valladolid                                                | 2                                                              | 1                                                              | 3                                                              |   |                          |                                                                   |                                                                   |                                                                   |                                                                   |  |                      |                                                            |                                                            |                                                            |                                                            |  |                      |                                                           |                                                           |  |
|  | Real Valladolid                                                | 2                                                              | 1                                                              | 3                                                              |   |                          |                                                                   |                                                                   |                                                                   |                                                                   |  |                      |                                                            |                                                            |                                                            |                                                            |  |                      |                                                           |                                                           |  |
|  |                                                                |                                                                |                                                                |                                                                |   |                          |                                                                   |                                                                   |                                                                   |                                                                   |  |                      |                                                            |                                                            |                                                            |                                                            |  |                      |                                                           |                                                           |  |

## Octavos de final
|  | Alicante CF | 2 - 5 | Deportivo de La Coruña |  |  |
|  |             |       |                        |  |  |

| Partido Ida                  | Alicante CF | 1 - 1   | Deportivo de La Coruña | |
| 7 de enero de 2003 21:30 CET | Morante 38' | Reporte | Sergio 79'             | Alicante / Alicante / Comunidad Valenciana Estadio José Rico Pérez 10.000 espectadores Esquinas Torres |

| Partido Vuelta                | Deportivo de La Coruña                                 | 4 - 1   | Alicante CF      |                                                                                    |  |
| 15 de enero de 2003 20:45 CET | 'Toro' Acuña 4' Amavisca 45' Tristán (p) 57' Luque 83' | Reporte | Manolo Pérez 34' | La Coruña / La Coruña / Galicia Estadio Riazor 12.816 espectadores Muñiz Fernández |  |

|  | Real Murcia CF | 2 - 1 | Deportivo Alavés |  |  |
|  |                |       |                  |  |  |

| Partido Ida                  | Real Murcia CF | 0 - 0   | Deportivo Alavés |                                                                                          |
| 8 de enero de 2003 21:00 CET |                | Reporte |                  | Murcia / Murcia / Región de Murcia Estadio La Condomina 6.000 espectadores Rubinos Pérez |

| Partido Vuelta                | Deportivo Alavés  | 1 - 2   | Real Murcia CF           |                                                                                    |  |
| 15 de enero de 2003 20:30 CET | Rubén Navarro 71' | Reporte | Karanka 53' Setvalls 77' | Vitoria / Álava / País Vasco Estadio Mendizorroza 9.125 espectadores Puentes Leira |  |

|  | RCD Mallorca | 6 - 3 | Real Valladolid CF |  |  |
|  |              |       |                    |  |  |

| Partido Ida                  | RCD Mallorca            | 2 - 2   | Real Valladolid CF       |                                                                                                  |
| 8 de enero de 2003 21:00 CET | Lozano 12' Pandiani 56' | Reporte | Xavi Moré 30' Pachón 84' | Palma de Mallorca / Mallorca / Islas Baleares Estadio Son Moix 7.074 espectadores Moreno Delgado |

| Partido Vuelta                | Real Valladolid CF | 1 - 4   | RCD Mallorca                  | |  |
| 15 de enero de 2003 21:00 CET | Óscar 48'          | Reporte | Carlitos 4' 9' 31' Lozano 54' | Valladolid / Valladolid / Castilla y León Estadio Nuevo José Zorrilla 7.000 espectadores Undiano Mallenco |  |

|  | Terrassa FC | 5 - 7 | Real Madrid CF |  |  |
|  |             |       |                |  |  |

| Partido Ida                  | Terrassa FC                 | 3 - 3   | Real Madrid CF                |                                                                                                   |
| 8 de enero de 2003 21:00 CET | Babangida 62' Monty 81' 84' | Reporte | Portillo (p) 25' Guti 68' 71' | Tarrasa / Barcelona / Cataluña Estadio Olímpic de Terrassa 11.000 espectadores Iturralde González |

| Partido Vuelta                | Real Madrid CF                                        | 4 - 2   | Terrassa FC           | |  |
| 14 de enero de 2003 21:30 CET | Celades 21' Hierro (p) 36' Portillo 77' McManaman 84' | Reporte | Monty 4' Cristian 89' | Madrid / Madrid / Comunidad de Madrid Estadio Santiago Bernabéu 15.000 espectadores Ramírez Domínguez |  |

|  | CD Numancia | 2 - 5 | Sevilla FC |  |  |
|  |             |       |            |  |  |

| Partido Ida                  | CD Numancia      | 1 - 3   | Sevilla FC                      |                                                                                           |
| 8 de enero de 2003 21:00 CET | Miguel Pérez 46' | Reporte | Torrado 42' Reyes 63' Fredi 70' | Soria / Soria / Castilla y León Estadio Los Pajaritos 4.000 Espectadores González Vázquez |

| Partido Vuelta                | Sevilla FC             | 2 - 1   | CD Numancia | |  |
| 15 de enero de 2003 21:00 CET | Arteaga 19' Moisés 47' | Reporte | Sestelo 89' | Jerez de la Frontera / Cádiz / Andalucía Estadio Municipal de Chapín 4.500 espectadores Pérez Pérez |  |

|  | Real Unión | 1 - 5 | CA Osasuna |  |  |
|  |            |       |            |  |  |

| Partido Ida                  | Real Unión | 0 - 4   | CA Osasuna                                |                                                                           |
| 8 de enero de 2003 20:15 CET |            | Reporte | Arteaga (pp) 32' Brit 45' 70' Gancedo 63' | Irún / Guipúzcoa / País Vasco Estadio Gal 3.000 espectadores Megía Dávila |

| Partido Vuelta                | CA Osasuna | 1 - 1   | Real Unión     |                                                                                |  |
| 15 de enero de 2003 20:30 CET | Muñoz 88'  | Reporte | Jusué (pp) 38' | Pamplona / Navarra / Navarra Estadio El Sadar 4.000 espectadores Pino Zamorano |  |

|  | Real Betis | 0 - 1 | Recreativo de Huelva |  |  |
|  |            |       |                      |  |  |

| Partido Ida                  | Real Betis | 0 - 0   | Recreativo de Huelva |                                                                                               |
| 8 de enero de 2003 21:00 CET |            | Reporte |                      | Sevilla / Sevilla / Andalucía Estadio Manuel Ruiz de Lopera 12.000 espectadores Daudén Ibáñez |

| Partido Vuelta                | Recreativo de Huelva | 1 - 0   | Real Betis |                                                                                      |  |
| 15 de enero de 2003 21:00 CET | Raúl Molina 83'      | Reporte |            | Huelva / Huelva / Andalucía Estadio Nuevo Colombino 6.000 espectadores Losantos Omar |  |

|  | Xerez CD | 0 - 4 | Atlético de Madrid |  |  |
|  |          |       |                    |  |  |

| Partido Ida                  | Xerez CD | 0 - 1   | Atlético de Madrid | |
| 8 de enero de 2003 21:00 CET |          | Reporte | Albertini 29'      | Jerez de La Frontera / Cádiz / Andalucía Estadio Municipal de Chapín 15.000 espectadores Rodríguez Santiago |

| Partido Vuelta                | Atlético de Madrid               | 3 - 0   | Xerez CD |                                                                                              |  |
| 15 de enero de 2003 21:00 CET | Javi Moreno 43' 82' Aguilera 53' | Reporte |          | Madrid / Madrid / Comunidad de Madrid Estadio Vicente Calderón 5.000 espectadores Pérez Lasa |  |

## Cuartos de final
|  | Deportivo de La Coruña | 4 - 4 | Real Murcia CF |  |  |
|  |                        |       |                |  |  |

| Partido Ida                   | Deportivo de La Coruña | 1 - 0   | Real Murcia CF |                                                                                  |
| 22 de enero de 2003 20:45 CET | Duscher 84'            | Reporte |                | La Coruña / La Coruña / Galicia Estadio Riazor 20.000 espectadores Pérez Burrull |

| Partido Vuelta                | Real Murcia CF                                 | 4 - 3   | Deportivo de La Coruña           |                                                                                              |  |
| 30 de enero de 2003 21:30 CET | Karanka 44' Juanma 46' Tito (p) 52' Albiol 83' | Reporte | Tristán 24' 28' Manuel Pablo 57' | Murcia / Murcia / Región de Murcia Estadio La Condomina 16.000 espectadores Medina Cantalejo |  |

|  | Real Madrid CF | 1 - 5 | RCD Mallorca |  |  |
|  |                |       |              |  |  |

| Partido Ida                   | Real Madrid CF | 1 - 1   | RCD Mallorca | |
| 23 de enero de 2003 21:30 CET | Portillo 12'   | Reporte | Nadal 57'    | Madrid / Madrid / Comunidad de Madrid Estadio Santiago Bernabéu 30.000 espectadores Mejuto González |

| Partido Vuelta                | RCD Mallorca                                | 4 - 0   | Real Madrid CF |                                                                                                   |  |
| 29 de enero de 2003 21:00 CET | Fernando Niño 7' Eto'o 35' 71' Pandiani 48' | Reporte |                | Palma de Mallorca / Mallorca / Islas Baleares Estadio Son moix 20.000 espectadores Tellez Sánchez |  |

|  | Sevilla FC | 3 - 4 | CA Osasuna |  |  |
|  |            |       |            |  |  |

| Partido Ida                   | Sevilla FC | 1 - 1   | CA Osasuna            | |
| 22 de enero de 2003 21:00 CET | Reyes 16'  | Reporte | Javi Navarro (pp) 30' | Jerez de La Frontera / Cádiz / Andalucía Estadio Municipal de Chapín 9.000 espectadores Losantos Omar |

| Partido Vuelta                | CA Osasuna                            | 3 - 2   | Sevilla FC                 |                                                                                   |  |
| 29 de enero de 2003 21:00 CET | Puñal 76' Palacios 98' Muñoz (p) 114' | Reporte | Antoñito 88' Casquero 106' | Pamplona / Navarra / Navarra Estadio El Sadar 14.000 espectadores Muñiz Fernández |  |

|  | Recreativo de Huelva | 1 - 0 | Atlético de Madrid |  |  |
|  |                      |       |                    |  |  |

| Partido Ida                   | Recreativo de Huelva | 1 - 0   | Atlético de Madrid |                                                                                           |
| 22 de enero de 2003 21:00 CET | Viqueira 52'         | Reporte |                    | Huelva / Huelva / Andalucía Estadio Nuevo Colombino 8.000 espectadores Iturralde González |

| Partido Vuelta                | Atlético de Madrid | 0 - 0   | Recreativo de Huelva | |  |
| 28 de enero de 2003 21:30 CET |                    | Reporte |                      | Madrid / Madrid / Comunidad de Madrid Estadio Vicente Calderón 14.250 Espectadores González Vázquez |  |

## Semifinales
|  | Deportivo de La Coruña | 3 - 4 | RCD Mallorca |  |  |
|  |                        |       |              |  |  |

| Partido Ida                    | Deportivo de La Coruña     | 2 - 3   | RCD Mallorca               |                                                                                    |
| 5 de febrero de 2003 21:30 CET | Tristán (p) 89' Makaay 94' | Reporte | Pandiani 38' 80' Eto'o 81' | La Coruña / La Coruña / Galicia Estadio Riazor 26.000 espectadores Esquinas Torres |

| Partido Vuelta               | RCD Mallorca | 1 - 1   | Deportivo de La Coruña | |  |
| 5 de marzo de 2003 21:30 CET | Ibagaza 83'  | Reporte | Fran 20'               | Palma de Mallorca / Mallorca / Islas Baleares Estadio Son Moix 18.960 espectadores Mejuto González |  |

|  | Recreativo de Huelva | 4 - 2 | CA Osasuna |  |  |
|  |                      |       |            |  |  |

| Partido Ida                      | Recreativo de Huelva        | 2 - 0   | CA Osasuna |                                                                                            |
| 6 de febrero de 2003 21:30 — CET | Benítez 17' Raúl Molina 91' | Reporte |            | Huelva / Huelva / Andalucía Estadio Nuevo Colombino 10.000 espectadores Rodríguez Santiago |

| Partido Vuelta               | CA Osasuna          | 2 - 2   | Recreativo de Huelva |                                                                                  |  |
| 5 de marzo de 2003 20:30 CET | Aloisi 22' Moha 43' | Reporte | Xisco 47 Benítez 50' | Pamplona / Navarra / Navarra Estadio El Sadar 17.000 espectadores Carmona Méndez |  |

## Final
| 1  | POR | José Antonio Luque |     |
| 6  | DEF | Juan Merino        |     |
| 14 | DEF | Loren Morón        | 69' |
| 20 | DEF | Álex Pereira       |     |
| 12 | DEF | Mariano Pernía     |     |
| 19 | MED | Diego Camacho      |     |
| 15 | MED | Emilio Viqueira    |     |
| 16 | MED | Mario Bermejo      | 41' |
| 22 | MED | Javi García        |     |
| 10 | DEL | Ignacio Benítez    | 77' |
| 11 | DEL | Raúl Molina        |     |
| DT | DT  | Lucas Alcaraz      |     |

| 25 | POR | Leo Franco         |     |
| 8  | DEF | David Cortés       |     |
| 20 | DEF | Miguel Ángel Nadal |     |
| 5  | DEF | Fernando Niño      |     |
| 16 | DEF | Poli Fernández     |     |
| 11 | MED | Álvaro Novo        |     |
| 22 | MED | Harold Lozano      |     |
| 17 | MED | Albert Riera       |     |
| 10 | MED | Ariel Ibagaza      | 85' |
| 9  | DEL | Samuel Eto'o       | 87' |
| 12 | DEL | Walter Pandiani    | 81' |
| DT | DT  | Gregorio Manzano   |     |

| 21 | MED | Xisco       | 41' |
| 3  | MED | Óscar Arpón | 69' |
| 23 | DEL | Joãozinho   | 77' |

| 7  | DEL | Carlitos          | 81' |
| 18 | DEF | Marcos            | 85' |
| 2  | MED | Alejandro Campano | 87' |

| Penal | 20' | Walter Pandiani | 0-1 |
|       | 73' | Samuel Eto'o    | 0-2 |
|       | 84' | Samuel Eto'o    | 0-3 |

|  | 20' | Loren        |
|  | 29' | Juan Merino  |
|  | 65' | Alex Pereira |

|  | 52' | Harold Lozano   |
|  | 65' | Walter Pandiani |
|  | 77' | Fernando Niño   |

| 1  | POR | José Antonio Luque |     |
| 6  | DEF | Juan Merino        |     |
| 14 | DEF | Loren Morón        | 69' |
| 20 | DEF | Álex Pereira       |     |
| 12 | DEF | Mariano Pernía     |     |
| 19 | MED | Diego Camacho      |     |
| 15 | MED | Emilio Viqueira    |     |
| 16 | MED | Mario Bermejo      | 41' |
| 22 | MED | Javi García        |     |
| 10 | DEL | Ignacio Benítez    | 77' |
| 11 | DEL | Raúl Molina        |     |
| DT | DT  | Lucas Alcaraz      |     |

| 25 | POR | Leo Franco         |     |
| 8  | DEF | David Cortés       |     |
| 20 | DEF | Miguel Ángel Nadal |     |
| 5  | DEF | Fernando Niño      |     |
| 16 | DEF | Poli Fernández     |     |
| 11 | MED | Álvaro Novo        |     |
| 22 | MED | Harold Lozano      |     |
| 17 | MED | Albert Riera       |     |
| 10 | MED | Ariel Ibagaza      | 85' |
| 9  | DEL | Samuel Eto'o       | 87' |
| 12 | DEL | Walter Pandiani    | 81' |
| DT | DT  | Gregorio Manzano   |     |

| 21 | MED | Xisco       | 41' |
| 3  | MED | Óscar Arpón | 69' |
| 23 | DEL | Joãozinho   | 77' |

| 7  | DEL | Carlitos          | 81' |
| 18 | DEF | Marcos            | 85' |
| 2  | MED | Alejandro Campano | 87' |

| Penal | 20' | Walter Pandiani | 0-1 |
|       | 73' | Samuel Eto'o    | 0-2 |
|       | 84' | Samuel Eto'o    | 0-3 |

|  | 20' | Loren        |
|  | 29' | Juan Merino  |
|  | 65' | Alex Pereira |

|  | 52' | Harold Lozano   |
|  | 65' | Walter Pandiani |
|  | 77' | Fernando Niño   |

|                               |
| Bandera de las Islas Baleares |
| Campeón                       |
| R.C.D. Mallorca               |
| 1º título                     |